# Leopoldo Zugaza
Leopoldo Zugaza Fernández (Durango, 1932 - 2 de noviembre de 2022) fue un editor y promotor cultural español. 

«Mi función no es hacer las cosas, sino promover que se hagan.»

## Labor polifacética

### «Dinamizador» cultural de Durango
Leopoldo Zugaza desempeñó un rol clave en la reactivación cultural de su villa natal. Entre sus logros está la fundación de la Asociación Gerediaga en 1964, cuyos estatutos había esbozado seis años antes. Fue una iniciativa audaz para la época, pues pretendía estudiar y potenciar la faceta cultural del Duranguesado en un contexto de régimen político franquista poco «receptivo» a ello. Al año siguiente, en 1965, dicha asociación puso en marcha (a sugerencia de Leopoldo Zugaza) la Feria del libro y del disco vasco de Durango, que se sigue celebrando desde entonces y cuya repercusión ha trascendido el ámbito local, pues es el evento cultural de periodicidad anual más relevante y multitudinario del mundo vascoparlante: recibe unas 120.000 visitas en apenas cinco días de apertura. Aunque no dominó el euskera, Leopoldo Zugaza procuró siempre apoyar la lengua vasca, incluso en un contexto adverso: en 1968 colaboró, junto a un grupo de padres, en la fundación de la ikastola Kurutziaga. 
A Zugaza se debe también la apertura de las Salas Municipales de Cultura en la plaza Ezkurdi (1970), que durante las dos décadas siguientes acogieron a los principales representantes de la vanguardia vasca. Creó, junto a Jesús Astigarraga, la librería Hitz (1976), pionera en la localidad; y en 1984 animó al ayuntamiento a la compra del palacio Etxezarreta y su conversión en el actual Museo de Arte e Historia de Durango (1986), posiblemente el primero de su tipo en Euskadi.

### En elMuseo de Bellas Artes de Bilbao
Hacia 1975 Leopoldo Zugaza fue nombrado asesor del Departamento de Cultura de la Caja de Ahorros de Vizcaya (entidad bancaria antecesora de Kutxabank) y en 1979 pasó a ser miembro de la Junta del Patronato del Museo de Bellas Artes de Bilbao. En esta institución ostentó el cargo de Vicepresidente y propuso varias mejoras entonces novedosas, como el establecimiento de una biblioteca y archivo así como de un gabinete de obra gráfica e incluso una cafetería; un servicio al visitante entonces insólito en museos del país. 
En la pinacoteca bilbaína promovió múltiples exposiciones, como la primera dedicada a Eduardo Chillida en un museo vasco (1981) y muestras colectivas e individuales de artistas nacionales e internacionales de renombre pero raramente vistos en museos españoles, como Joseph Beuys (1981), Pablo Picasso (1982), David Hockney (1982, 1989), Jim Dine (1982), Maria Helena Vieira da Silva (1983), Roberto Matta (1983), Cy Twombly (1984), Kenneth Noland (1985) y Joan Fontcuberta (1986), entre otros. Zugaza también propició la compra para el museo de obras ahora imprescindibles, como Lying Figure in Mirror (1971), primer ejemplo de Francis Bacon en ingresar en un museo español y que actualmente sería inaccesible por su altísima cotización. Otros artistas incorporados al Bellas Artes bilbaíno en la misma etapa fueron Pierre Alechinsky, Óscar Domínguez, Luis Fernández, Joaquín Torres García, Bram van Velde, Maria Helena Vieira da Silva y Guillermo Pérez Villalta, con una especial significación en obras sobre papel.

### Iniciativas como editor y otras
Con motivo del fallecimiento de Leopoldo Zugaza en noviembre de 2022, el historiador Mikel Onaindia ha resumido, no sin dificultad, su ingente labor como editor: «Por encima de todo, Leopoldo Zugaza ha sido un incansable editor. Su pasión por los libros y publicaciones de toda índole, con especial interés hacia las revistas y las ediciones periódicas, se ha manifestado en cuidadas publicaciones en forma de libros, catálogos, revistas o folletos que han acompañado sus iniciativas expositivas y culturales y cuya principal característica es su calidad, variedad y complejidad. Zugaza tiene en su haber una profusa relación proyectos, como la editorial Ederti (1972), que publicó colecciones de obra gráfica de artistas vascos contemporáneos, y de publicaciones periódicas como Gaiak: revista de ciencia y cultura (1976-1977), Hegalez Hegal (1981), Idatz eta Mintz (1981-2022), Ibídem: artes y letras (1983-1986), Crónica de Arte (1985-1990), Bertso papera: pliegos de literatura (1985-1990), Ikuspen (1984-1986), Mínima: música, danza, drama (1992), Archivos de la Fotografía (1995-1997), Zubizabal (1999), Sustraiak eta abarrak (2001), Caja Baja (2003) y Gizonak & lanak (2007). Sus últimos años han estado dedicados a la creación y dirección del Instituto Bibliográphico Manuel de Larramendi y a la revista De re bibliographica (2011-2022). El final de sus días le ha sorprendido, a sus noventa años, rodeado de libros e ideando nuevas iniciativas, menos ambiciosas en su dimensión pero igual de importantes en relación con la ocupación y el cariño que les ha dedicado» .
Leopoldo Zugaza organizó además Arteder, primera muestra mercantil internacional de arte contemporáneo celebrada en el Estado, algo anterior a la ARCO de Madrid, para lo que se tomó como referencias la Art Basel de Basilea y la FIAC de París. Se celebró en la Feria de Muestras de Bilbao en 1981 y 1983. En 1982 tuvo lugar Arteder 82, dedicado al arte gráfico.
Zugaza promovió además la fundación del Museo Euskal Herria en Guernica (1991) y PHotoMuseum de Zarauz (1993).

### Un digno sucesor:Miguel Zugaza
Su hijo Miguel es otra destacada figura del ámbito cultural: tras dirigir durante quince años el Museo del Prado de Madrid, desde 2017 dirige el museo de Bilbao.

## Premios
Entre sus premios más destacados destacan:  
- Medalla de Oro al Mérito en las Bellas Artes (2016; recibido de manos de la Reina Letizia en el Museo Pompidou de Málaga en junio de 2018 ).[3]
- Premio Gurea Artea del Gobierno Vasco (2020) junto a Laida Lertxundi y Pello Irazu «como apoyo a la creación».[4]